# Athysanus minutus
Athysanus minutus är en insektsart som beskrevs av Kupka 1899. Athysanus minutus ingår i släktet Athysanus och familjen dvärgstritar. Inga underarter finns listade i Catalogue of Life.